# Římský most (Grins)
Takzvaný římský most v Grinsu ve spolkové republice Tyrolsko je gotický kamenný obloukový most. Spojuje dvě čtvrti Außerdorf a Innerdorf přes údolí s hluboce zaříznutým potokem Mühlbach.

## Název
Název Římský most je pravděpodobně odvozen od skutečnosti, že v době římské mohla přes Grins vést cesta přes Arlberský průsmyk. První písemná zmínka o něm pochází z roku 1551.

## Historie
Ve středověku byl Grins důležitou základnou na cestě do Arlberského průsmyku a v roce 1330 potvrdil jeho výsady v arlberské dopravě hrabě Jindřich Korutanský. Až do přeložení arlberské silnice hlouběji do údolí kolem roku 1820 procházela veškerá doprava obcí. Kdy byl současný most postaven, není známo, ale podle dokumentů existoval již v roce 1551. Nápadná je dřevěná pomocná konstrukce z roku 1639 s nápisem s letopočtem a několika monogramy, pravděpodobně iniciálami stavitelů. Není jasné, zda  pomocná konstrukce pochází z doby renovace, nebo zda byl oblouk postaven až v té době, a není ani jasné, proč nebyla pomocná konstrukce v té době demontována.
Při velkém požáru obce v listopadu 1945 byl most značně poškozen, ale později byl obnoven do původní podoby. Aby vydržel zatížení způsobené zvýšeným provozem, byl v roce 1960 zesílen sekundárním železobetonovým obloukem, který není zvenčí vidět.

## Popis
Gotický silniční most je postaven z kamenného zdiva. Jeho jediný oblouk má tvar lomeného oblouku. Cihlová římsa mostu je pokryta dřevěným šindelem.
Do severní římsy je začleněna cihlová výklenková kaplička, která vznikla kolem roku 1800, má rovný závěr a sedlovou střechu krytou šindelem. V zamřížovaném obloukovém výklenku je vyřezávaná skupina ukřižování.
Most, jehož konstrukce je v Tyrolsku jedinečná, je památkově chráněný. Je dominantou obce Grins a tvoří motiv obecního znaku.

## Data
- Architektura: gotika
- Materiál: kamenné zdivo
- Konstrukce: obloukový most
- Délka mostu: 12,60 m
- Šířka podpěry oblouku: 12,0 m